# Octavia Ritchie
Octavia Grace Ritchie England (Montreal, 1868 -1948) fue una médica y suffragette canadiense. En 1891 se convirtió en la primera mujer en recibir un título de médico en Quebec.

## Biografía
Octavia Grace Ritchie nació en Montreal el 16 de enero de 1868, hija de Thomas Weston Ritchie y Jessie Torrance Fisher. Su padre era abogado. Asistió a la Escuela secundaria para niñas de Montreal. En 1888, fue la primera mujer con el mejor título en la Universidad McGill. Quería continuar en la escuela de medicina en McGill pero se le negó la admisión por motivos de sexo y en cambio asistió al Kingston Women's Medical College aunque más tarde se cambió al Bishop's College donde completó sus estudios. Se convirtió así en 1891 en la primera mujer en obtener un título de médico en Quebec. Como estudiantes de medicina en Bishop's, Ritchie y Maude Abbott formaron una organización, Association for the Professional Education of Women, para abogar por otras mujeres que buscaban títulos médicos u otros títulos avanzados.

## Trayectoria
Tras estudiar en el extranjero, fue nombrada ginecóloga adjunta en el Hospital Western de Montreal y demostradora de anatomía en Bishop's. Después de casarse, se dedicó a trabajar apoyando causas por los derechos de las mujeres y la salud pública. Fue presidenta del Consejo de Mujeres local de 1911 a 1917, presidenta del Montréal Women's Liberal Club, desde 1921, y vicepresidenta del Consejo Nacional de Mujeres de Canadá . También representó a Canadá en la reunión del Consejo Internacional de Mujeres de 1914 en Roma; en 1922, volvió a representar a Canadá, esta vez en la Conferencia Panamericana de Mujeres en Baltimore. Participó activamente en La Ligue des Droits de la Femme, que buscaba el voto de las mujeres en las elecciones provinciales de Quebec. En 1930, se presentó para un escaño en el Parlamento canadiense como candidata liberal de Mount Royal.
En 1897 Ritchie se convirtió en la segunda esposa de un colega médico, Frank Richardson England. Tuvieron una hija, Esther Ritchie England. Ritchie murió el 1 de febrero de 1948, con 80 años.

## Premios y reconocimientos
- En 1979, McGill Alumnae estableció una Beca Octavia Grace Ritchie England en su memoria.[5]
- La casa en Bishop Street donde vivían los Englands, diseñada por el arquitecto Robert Findlay, ahora es un pub.[12]
- Una colección de sus cartas originales se conserva en la Biblioteca Osler de Historia de la Medicina de la Universidad McGill .[13]